# Sinio
Sinio är en ort och kommun i provinsen Cuneo i regionen Piemonte i Italien. Kommunen hade 511 invånare (2018).